# Global Biodiversity Information Facility
Global Biodiversity Information Facility (GBIF; с англ. — «Глобальный информационный фонд по биоразнообразию») — международная организация, и интернет-сайт, созданные для сбора научной информации о мировом биоразнообразии и распространения её через сеть Интернет с помощью веб-сервисов.
Главная цель организации — обеспечение для всех и в любом месте открытого доступа к данным обо всех известных формах жизни на Земле.

## Описание
Первичные данные о мировом биоразнообразии предоставляются многими научными учреждениями, сведения поступают из музеев, гербариев и других организаций со всего мира.
Одна из главных задач GBIF — помочь оцифровать данные о биоразнообразии из образцов, находящихся в развитых странах, которые первоначально были собраны в других частях мира, чтобы этими данными можно было легко поделиться со странами происхождения.
Информационные сервисы GBIF публикуют эти данные, делая их доступными для поиска через единый портал. Сведения, предоставляемые через портал GBIF, содержат в основном данные о распространении растений, животных, грибов и микробов, а также данные о таксономии, включая научные названия и синонимию.
GBIF стремится наладить связи с информационными ресурсами по всему спектру биологических знаний, от генетики до экосистем, и связать их с задачами, важными для науки и развития общества, в том числе стремится интегрировать географическую привязку с помощью инструментов ГИС. Нацелен на работу в партнерстве с другими международными организациями и информационными ресурсами, такими как Catalogue of Life, Biodiversity Information Standards, Consortium for the Barcode of Life  (CBOL), Энциклопедия жизни (EOL) и Global Earth Observation System of Systems (GEOSS).